# 库班大步甲
库班大步甲（学名：Carabus kubani）一种分布于中华人民共和国云南省西部的甲虫，步行虫科大步甲属（步甲属、步行虫属），由法国学者蒂埃里·德夫（Thierry Deuve）于1990年发表。